# Margaretengürtel (metropolitana di Vienna)
Margaretengürtel è una stazione della linea U4 della metropolitana di Vienna situata nel 5º distretto. 

## Descrizione
La stazione si trova in una trincea parallela al fiume Vienna e si estende fino a Wackenroderbrücke dalla linea intermedia tra Margareten Gürtel e Gaudenzdorfer Gürtel, tra il 5º e il 6º distretto.

## Storia

### Stadtbahna vapore
La stazione fu costruita a partire dal 1894 per conto della Commissione per le strutture di trasporto di Vienna come fermata della linea Untere Wiental della ferrovia urbana a vapore (Stadtbahn) di Vienna. Nei primi progetti, la stazione era menzionata con i nomi alternativi di Gaudenzdorfer Gürtel, Schlachthausbrücke o Schlachthaus, prima dell'attribuzione definitiva del nome di Margarethengürtel, all'epoca ancora scritto con la "h". La stazione fu completata nel settembre 1896 e inaugurata il 30 giugno 1899.
In seguito alla Conferenza ortografica del 1901, la stazione fu rinominata Margaretengürtel, senza la "h", anche se ciò fu messo in pratica nella segnaletica solo anni dopo. L'Allgemeiner Wohnungs-Anzeiger di Lehmann la elenca con il nuovo nome solo nel dicembre 1913. In passato il nome si trovava scritto anche in forma scissa, Margarethen Gürtel o Margareten Gürtel.
L'esercizio ferroviario della Stadtbahn a vapore sulla Untere Wiental terminò l'8 dicembre 1918 per mancanza di carbone.

### Stadtbahnelettrificata e metropolitana

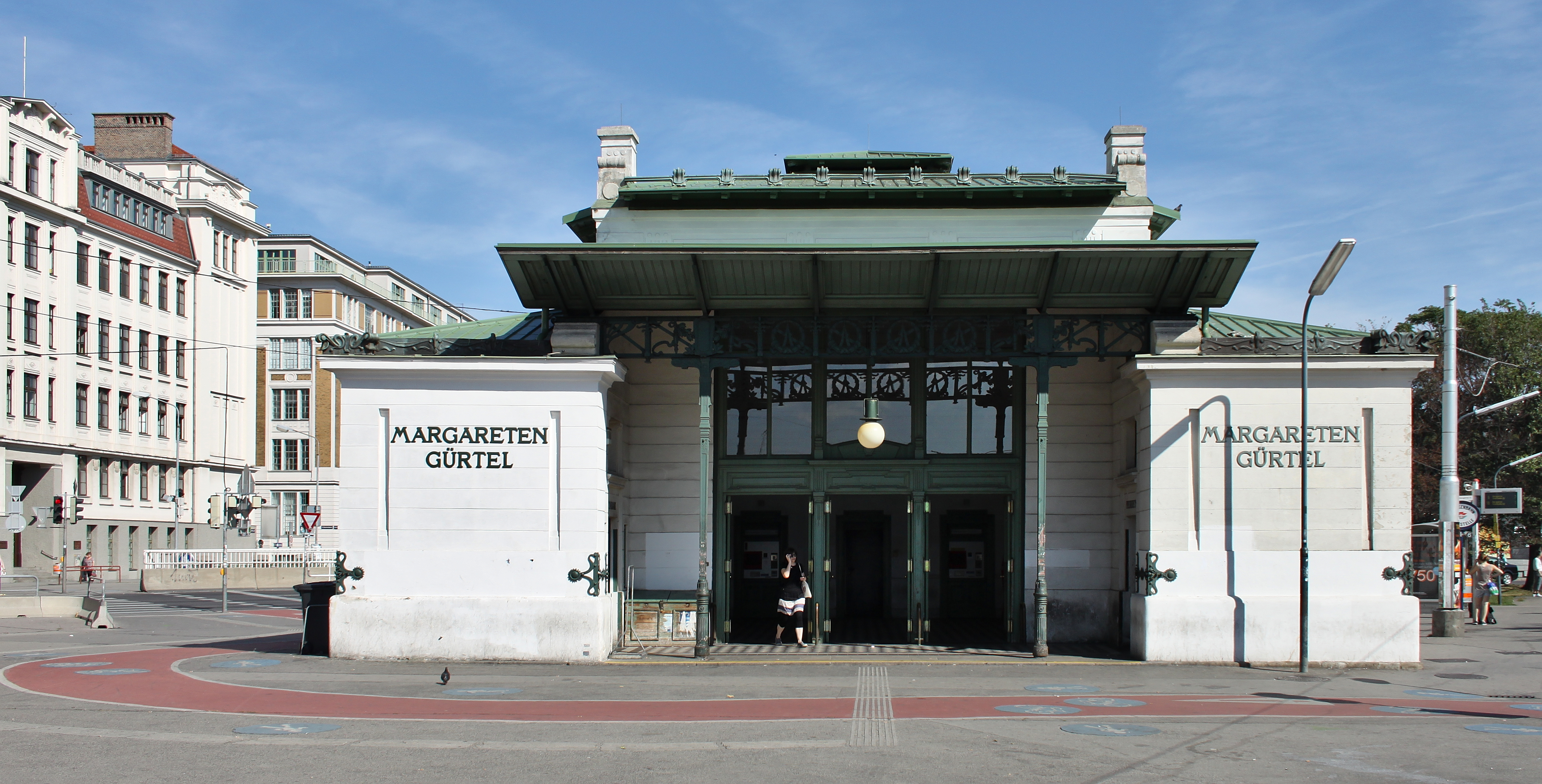
L'edificio di ingresso alla stazione

Il 7 settembre 1925 la fermata tornò in funzione come parte della Stadtbahn elettrificata di Vienna, ma dovette cessare l'attività nel 1945.
Negli anni settanta la stazione fu ricostruita per adeguarsi ai nuovi requisiti per il servizio ferroviario metropolitano. In particolare, l'area dei binari venne ridisegnata secondo gli standard architettonici previsti per la metropolitana di Vienna, con sistemi di pannelli moderni e il colore verde della linea U4. Il primo treno U4 di linea arrivò alla stazione di Margaretengürtel il 27 ottobre 1980.
Le uscite conducono attraverso un edificio di accoglienza in stile Otto Wagner a un piazzale tra Margaretengürtel e Gaudenzdorfer Gürtel. Un'altra uscita conduce a Rechte Wienzeile o Morizgasse nel 6º distretto. La stazione è priva di barriere architettoniche ed accessibile anche alle persone a mobilità ridotta.
Nei pressi della stazione si trovano il parco Bruno-Kreisky e la scuola professionale di Mollardgasse.

## Ingressi
- Margaretengürtel
- Morizgasse